# Pippi Lotta Enok
Pippi Lotta Enok (* 19. August 2002) ist eine estnische Leichtathletin, die sich auf den Siebenkampf spezialisiert hat.

## Sportliche Laufbahn
Erste internationale Erfahrungen sammelte Pippi Lotta Enok im Jahr 2018, als sie bei den U18-Europameisterschaften in Győr mit 5135 Punkten den elften Platz im Siebenkampf belegte. Im Jahr darauf gelangte sie beim Europäischen Olympischen Jugendfestival (EYOF) in Baku mit 5488 Punkten auf den vierten Platz und mit der estnischen Sprintstaffel (1000 Meter) verpasste sie mit 2:15,09 m den Finaleinzug. 2021 wurde sie bei den U20-Europameisterschaften in Tallinn mit 5634 Punkten Fünfte und anschließend gewann sie bei den U20-Weltmeisterschaften in Nairobi mit 5746 Punkten die Silbermedaille. Daraufhin zog sie in die Vereinigten Staaten und begann dort ein Studium an der University of Oklahoma. 2023 wurde sie NCAA-Collegemeisterin im Siebenkampf und anschließend gewann sie bei den U23-Europameisterschaften in Espoo mit 6002 Punkten die Bronzemedaille hinter der Finnin Saga Vanninen und Sofie Dokter aus den Niederlanden.
2022 wurde Enok estnische Meisterin im Siebenkampf.

## Persönliche Bestleistungen
- Siebenkampf: 6127 Punkte, 10. Juni 2023 in Austin
  - Fünfkampf (Halle): 4400 Punkte, 10. März 2023 in Albuquerque